# Pyraloidea
Pyraloidea là một liên họ bướm đêm gồm khoảng 16.000 loài đã được miêu tả trên toàn cầu (Munroe & Solis 1998), và có thể còn nhiều loài chưa được miêu tả. Chúng chủ yếu gồm các loài bướm đêm nhỏ.
Liên họ này từng bao gồm các họ Hyblaeidae, Thyrididae, Alucitidae (và Tineodidae), Pterophoridae, và Pyralidae. Hiện tại, họ Crambidae thường được tách ra khỏi liên họ Pyralidae, nhưng bốn họ đầu tiên hiện tại được tách ra thành một liên họ khác.
Với sự đa dạng về nơi sống, các loài thuộc liên họ này là một nhóm đối tượng trong nghiên cứu đa dạng sinh học (Schulze & Fiedler 2003). Một số loài quan trọng về kinh tế như:
- đục thân lúa (Chilo spp.; Scirpophaga spp.)
- sâu cỏ (different species of Crambinae)
- Indian meal moth (Plodia interpunctella)
- sâu đục thân bắp châu Âu (Ostrinia nubilalis)
- bướm dừa Ấn-Úc (Tirathaba rufivena)
- bướm Cacao (Ephestia elutella)
- bướm Địa Trung Hải (Ephestia kuehniella)
- bướm sáp (Achroia grisella, Galleria mellonella)
- bướm gạo (Corcyra cephalonica).